# Gary Kagelmacher
Gary Christofer Kagelmacher Pérez (Montevideo, 21 de abril de 1988) es un futbolista uruguayo. Juega como defensa central y actualmente es jugador de la Montevideo City Torque de la Primera División de Uruguay.

## Trayectoria

### Inicios y paso en el Real Madrid
Nacido en Montevideo, Kagelmacher comenzó su carrera profesional en Danubio Fútbol Club. Su progresión le hizo debutar con las categorías inferiores de su selección. En 2007, con 19 años, debutó en el club franjeado, y también estuvo dentro del plantel del Danubio campeón del Campeonato Uruguayo de Fútbol 2006-07, por lo tanto es Campeón Uruguayo.
Posteriormente, fue dado a préstamo al Real Madrid Castilla, siendo desde un primer momento la primera opción. El traspaso se hizo permanente al final de su primera temporada. Hizo su debut en primera división con el club merengue en la última jornada de la temporada 2008-09, en el duelo frente al Osasuna donde formó la pareja titular de centrales junto al alemán Metzelder .

### Préstamos y nuevos traspasos
El 6 de mayo de 2011 fue enviado a préstamo al Germinal Beerschot de Bélgica, equipo en el cual fue capitán y jugó hasta enero de 2012. Allí fichó por el AS Monaco de la segunda división francesa, equipo que tenía como misión regresar a la máxima categoría. Completó una gran temporada y el AS Monaco logró el ascenso. La llegada de un nuevo inversor al club vino acompañada de gran cantidad de nuevos jugadores, entre ellos el colombiano Radamel Falcao. 
Fue cedido a préstamo al Valenciennes FC donde se desempeñó en la temporada 2013-14. En poco tiempo, el uruguayo se convirtió en el jefe de la defensa siendo el capitán y uno de los líderes del equipo. En julio de 2014 el TSV 1860 Múnich de Alemania hizo oficial el traspaso del uruguayo para reforzar la zaga central.

### Maccabi Haifa y Kortrijk
En junio de 2016 firmó un contrato por tres temporadas con el Maccabi Haifa, uno de los cuatro clubes más grandes de Israel. En octubre de ese mismo año, le marca un gol a uno de los más acérrimos rivales, el Maccabi Tel Aviv, en la victoria 2-0 como visitante. Tras un año en que se convirtió en capitán del equipo y fue elegido y distinguido por sus hinchas como mejor jugador del campeonato, decide marcharse del club debido a la falta de un proyecto deportivo serio. 
En junio de 2017, es traspasado al KV Kortrijk, y así concreta después de 6 años el retorno a la liga Belga. Con el club disputó 79 partidos y marcó 2 goles.

### Peñarol y retorno a la liga uruguaya
En 2019 Diego Forlán lo repatria nuevamente a Uruguay para convertirse en jugador de Peñarol. Para la temporada 2020, disputó 32 marcando dos anotaciones ante Progreso y Plaza Colonia por la liga. Por la Copa Libertadores, en la quinta fecha de la fase de grupos marcó un gol ante Colo Colo en la victoria 3 a 0 de su club. Por la sexta fecha de la fase de Grupos anotaría una nueva anotación esta vez en la victoria 3-2 ante Athletico Paranaense. Durante ese año, fue elegido parte del equipo ideal de la 5.ª fecha de la Copa Libertadores.
En la siguiente temporada marcaría un gol ante Cerrito, finalizando su paso con Peñarol con el Campeonato Uruguayo de Primera División 2021. A su vez, fue escogido el mejor defensa del torneo. Internacionalmente, por la primera fecha de la fase de grupos de la Copa Sudamericana, marcó un gol en la victoria de su club 5 a 1 frente a Sport Huancayo. Repetiría otro gol por la tercera fecha en el triunfo de su equipo 3-0 ante River Plate (de Paraguay).

### Club León
El 21 de enero de 2022, tras su buen paso en Peñarol fue transferido a León, siendo su primera incursión en el fútbol mexicano. Debutó con el club el 8 de febrero en derrota 1 a 0 de su club ante Cruz Azul, donde disputó 15 minutos. Cinco días después tendría su primera titularidad en la liga en la derrota de su equipo 2 a 1 ante Pumas. Internacionalmente con el equipo disputaría su primera partido el 23 de febrero por la Liga de Campeones de la Concacaf donde jugaría solo dos encuentros, ambos como titular, en la victoria ante Guastatoya y el empate ante Seattle Sounders. Pese a ser titular, solo permaneció en la institución un semestre, disputando solo 7 encuentros por la liga siendo su última participación en la derrota 2 a 0 ante Atlético San Luis.

### Universidad Católica
El 12 de julio de 2022, Cruzados anuncio principio de acuerdo con Kagelmacher para que refuerce a Universidad Católica hasta fines de 2023 luego de quedar como jugador libre desde Club León. Su primera participación en la temporada 2022 fue el 24 de julio por la fecha 19 de la liga, en la derrota como local por la cuenta mínima ante Palestino. Marcó su primer gol con el club en el empate 1 a 1 de visita frente a Everton por la fecha 21. Su primer encuentro disputado con Universidad Católica por copas nacionales fue el 16 de agosto en el triunfo por 2 a 0 ante Audax Italiano por los octavos de la Copa Chile.
Para la temporada 2023, ya era titular indiscutible en la defensa de Universidad Católica, marcaría su segundo gol con el club en la victoria 3 a 1 ante Curicó Unido por la fecha 2, donde anotaría desde fuera del área. Por la fecha 5, la UC derrotó a Audax Italiano, donde tendría su primera asistencia con el equipo tras dar un pase de fuera del área a Cuevas quien marcaría el definitivo 2 a 1. Por la siguiente fecha, nuevamente sería la figura del encuentro anotando su primer doblete en el triunfo 5 a 2 de su equipo ante Palestino.

## Selección nacional

### Participaciones en Copas del Mundo
| Mundial                          | Sede   | Resultado        |
| -------------------------------- | ------ | ---------------- |
| Mundial de Fútbol Sub-17 de 2005 | Perú   | Fase de grupos   |
| Mundial de Fútbol Sub-20 de 2007 | Canadá | Octavos de final |

### Participaciones en Sudamericanos
| Campeonato                            | Sede      | Resultado     |
| ------------------------------------- | --------- | ------------- |
| Sudamericano de Futbol Sub-16 de 2004 | Paraguay  | Semifinal     |
| Sudamericano de Futbol Sub-17 de 2005 | Venezuela | Segundo lugar |
| Sudamericano de Futbol Sub-20 de 2007 | Paraguay  | Tercer lugar  |

## Estadísticas

### Clubes
| Club                                  | Div           | Temporada     | Liga  | Liga  | Liga   | Copas nacionales | Copas nacionales | Copas nacionales | Torneos internacionales | Torneos internacionales | Torneos internacionales | Total | Total | Total  |
| Club                                  | Div           | Temporada     | Part. | Goles | Asist. | Part.            | Goles            | Asist.           | Part.                   | Goles                   | Asist.                  | Part. | Goles | Asist. |
| ------------------------------------- | ------------- | ------------- | ----- | ----- | ------ | ---------------- | ---------------- | ---------------- | ----------------------- | ----------------------- | ----------------------- | ----- | ----- | ------ |
| Danubio FC · Uruguay                  | 1.ª           | 2006-2007     | ―     | ―     | ―      | ―                | ―                | ―                | ―                       | ―                       | ―                       | 0     | 0     | 0      |
| Real Madrid Castilla C. F. · España   | 2.ª B         | 2007-08       | 27    | 2     | 0      | ―                | ―                | ―                | ―                       | ―                       | ―                       | 27    | 2     | 0      |
| Real Madrid Castilla C. F. · España   | 2.ª B         | 2008-09       | 27    | 1     | 0      | ―                | ―                | ―                | ―                       | ―                       | ―                       | 27    | 1     | 0      |
| Real Madrid Castilla C. F. · España   | Total club    | Total club    | 54    | 3     | 0      | 0                | 0                | 0                | 0                       | 0                       | 0                       | 54    | 3     | 0      |
| Real Madrid C. F. · España            | 1.ª           | 2008-09       | 1     | 0     | 0      | ―                | ―                | ―                | ―                       | ―                       | ―                       | 1     | 0     | 0      |
| Real Madrid C. F. · España            | Total club    | Total club    | 1     | 0     | 0      | 0                | 0                | 0                | 0                       | 0                       | 0                       | 1     | 0     | 0      |
| Real Madrid Castilla C. F. · España   | 2.ª B         | 2009-10       | 32    | 3     | 0      | ―                | ―                | ―                | ―                       | ―                       | ―                       | 32    | 3     | 0      |
| Real Madrid Castilla C. F. · España   | Total club    | Total club    | 32    | 3     | 0      | 0                | 0                | 0                | 0                       | 0                       | 0                       | 32    | 3     | 0      |
| Koninklijke Beerschot A. C. · Bélgica | 1.ª           | 2010-11       | 27    | 3     | 0      | 2                | 0                | 0                | ―                       | ―                       | ―                       | 29    | 3     | 0      |
| Koninklijke Beerschot A. C. · Bélgica | 1.ª           | 2011-12       | 19    | 4     | 2      | 3                | 0                | 0                | ―                       | ―                       | ―                       | 22    | 4     | 2      |
| Koninklijke Beerschot A. C. · Bélgica | Total club    | Total club    | 46    | 7     | 2      | 5                | 0                | 0                | 0                       | 0                       | 0                       | 51    | 7     | 2      |
| A. S. Monaco F. C. Francia            | 1.ª           | 2011-12       | 17    | 0     | 0      | ―                | ―                | ―                | ―                       | ―                       | ―                       | 17    | 0     | 0      |
| A. S. Monaco F. C. Francia            | 1.ª           | 2012-13       | 35    | 3     | 2      | 2                | 0                | 0                | ―                       | ―                       | ―                       | 37    | 3     | 2      |
| A. S. Monaco F. C. Francia            | Total club    | Total club    | 52    | 3     | 2      | 2                | 0                | 0                | 0                       | 0                       | 0                       | 54    | 3     | 2      |
| A. S. Monaco F. C. II Francia         | 4.ª           | 2013-14       | 1     | 0     | 0      | ―                | ―                | ―                | ―                       | ―                       | ―                       | 1     | 0     | 0      |
| A. S. Monaco F. C. II Francia         | Total club    | Total club    | 1     | 0     | 0      | 0                | 0                | 0                | 0                       | 0                       | 0                       | 1     | 0     | 0      |
| Valenciennes F. C. Francia            | 1.ª           | 2013-14       | 31    | 0     | 1      | 2                | 0                | 0                | ―                       | ―                       | ―                       | 33    | 0     | 1      |
| Valenciennes F. C. Francia            | Total club    | Total club    | 31    | 0     | 1      | 2                | 0                | 0                | 0                       | 0                       | 0                       | 33    | 0     | 1      |
| TSV 1860 Múnich · Alemania            | 2.ª           | 2014-15       | 28    | 2     | 2      | 1                | 0                | 0                | ―                       | ―                       | ―                       | 29    | 2     | 2      |
| TSV 1860 Múnich · Alemania            | 2.ª           | 2015-16       | 32    | 1     | 0      | 3                | 0                | 0                | ―                       | ―                       | ―                       | 35    | 1     | 0      |
| TSV 1860 Múnich · Alemania            | Total club    | Total club    | 60    | 3     | 2      | 4                | 0                | 0                | 0                       | 0                       | 0                       | 64    | 3     | 2      |
| Maccabi Haifa F. C. Israel            | 1.ª           | 2015-16       | ―     | ―     | ―      | 1                | 0                | 0                | ―                       | ―                       | ―                       | 1     | 0     | 0      |
| Maccabi Haifa F. C. Israel            | 1.ª           | 2016-17       | 34    | 1     | 1      | 5                | 0                | 0                | 2                       | 0                       | 0                       | 41    | 1     | 1      |
| Maccabi Haifa F. C. Israel            | Total club    | Total club    | 34    | 1     | 1      | 6                | 0                | 0                | 2                       | 0                       | 0                       | 42    | 1     | 1      |
| K. V. Kortrijk · Bélgica              | 1.ª           | 2017-18       | 22    | 0     | 0      | 3                | 0                | 0                | ―                       | ―                       | ―                       | 25    | 0     | 0      |
| K. V. Kortrijk · Bélgica              | 1.ª           | 2018-19       | 38    | 0     | 0      | 3                | 0                | 0                | ―                       | ―                       | ―                       | 41    | 0     | 0      |
| K. V. Kortrijk · Bélgica              | 1.ª           | 2019-20       | 19    | 2     | 1      | 2                | 1                | 0                | ―                       | ―                       | ―                       | 21    | 3     | 1      |
| K. V. Kortrijk · Bélgica              | Total club    | Total club    | 79    | 2     | 1      | 8                | 1                | 0                | 0                       | 0                       |                         | 87    | 3     | 1      |
| C. A. Peñarol · Uruguay               | 1.ª           | 2019-20       | 32    | 2     | 1      | 0                | 0                | 0                | 7                       | 2                       | 0                       | 39    | 4     | 1      |
| C. A. Peñarol · Uruguay               | 1.ª           | 2020-21       | 26    | 1     | 1      | 1                | 0                | 0                | 14                      | 2                       | 1                       | 41    | 3     | 2      |
| C. A. Peñarol · Uruguay               | Total club    | Total club    | 59    | 3     | 2      | 1                | 0                | 0                | 21                      | 4                       | 1                       | 81    | 7     | 3      |
| Club León · México                    | 1.ª           | 2021-22       | 7     | 0     | 0      | ―                | ―                | ―                | 2                       | 0                       | 0                       | 9     | 0     | 0      |
| Club León · México                    | Total club    | Total club    | 7     | 0     | 0      | 0                | 0                | 0                | 2                       | 0                       | 0                       | 9     | 0     | 0      |
| Universidad Católica · Chile          | 1.ª           | 2022          | 10    | 1     | 0      | 3                | 0                | 0                | ―                       | ―                       | ―                       | 13    | 1     | 0      |
| Universidad Católica · Chile          | 1.ª           | 2023          | 22    | 3     | 1      | 5                | 0                | 0                | 1                       | 0                       | 0                       | 28    | 3     | 1      |
| Universidad Católica · Chile          | 1.ª           | 2024          | 19    | 0     | 0      | 2                | 0                | 0                | 1                       | 0                       | 0                       | 22    | 0     | 0      |
| Universidad Católica · Chile          | Total club    | Total club    | 51    | 4     | 1      | 10               | 0                | 0                | 2                       | 0                       | 0                       | 63    | 4     | 1      |
| Total carrera                         | Total carrera | Total carrera | 507   | 29    | 12     | 38               | 1                | 0                | 27                      | 4                       | 1                       | 572   | 34    | 13     |
| 1. 2. 3.                              |               |               |       |       |        |                  |                  |                  |                         |                         |                         |       |       |        |

## Palmarés

### Títulos nacionales
| Título              | Club    | País    | Año     |
| ------------------- | ------- | ------- | ------- |
| Torneo Apertura     | Danubio | Uruguay | 2006    |
| Torneo Clausura     | Danubio | Uruguay | 2007    |
| Campeonato Uruguayo | Danubio | Uruguay | 2006-07 |
| Ligue 2             | Mónaco  | Francia | 2012-13 |
| Torneo Clausura     | Peñarol | Uruguay | 2021    |
| Campeonato Uruguayo | Peñarol | Uruguay | 2021    |

### Distinciones individuales
| Distinción                                                     | Año  |
| -------------------------------------------------------------- | ---- |
| Parte del equipo ideal de la 5.ª fecha de la Copa Libertadores | 2020 |